# Benzú
Benzú es una localidad y pedanía española perteneciente a la ciudad autónoma de Ceuta. En plena costa atlántica y junto a la frontera con Marruecos, Benzú se sitúa en la parte noroccidental del municipio. Cerca de esta localidad se encuentran los núcleos de Beliones y Castillejos, ya en la región marroquí de Tánger-Tetuán.

## Toponimia
El nombre de Benzú procede del árabe Ben Sus, y significa "los hijos del Sus", llamado así por la colonia que fundó la localidad o barrio de pescadores.

## Historia
Dentro de la historia local destacan los descubrimientos arqueológicos localizados en la zona del abrigo y cueva de Benzú, con las investigaciones que la Universidad de Cádiz están llevando a cabo sobre estos.
Además de cuevas, se han hallado minas antiguas de origen romano en las proximidades de Benzú. Se desconoce el origen exacto de las primeras poblaciones que habitaron en lo que hoy es el casco urbano de Benzú al no existir restos de estructuras fenicias o villas romanas, aunque probablemente sus escasos habitantes se dedicaran a la pesca y la minería en la zona desde la antigüedad, y por su proximidad debieron estar bajo la influencia o jurisdicción de Abyla/Septem Frates (Ceuta). La zona donde se encuentra Benzú conoció todas las civilizaciones que pasaron por la ciudad de Ceuta, estando también entre los dominios de Hispania, del Califato de Córdoba y de la Taifa de Málaga. El asentamiento moderno de Benzú que hoy en día se conoce tiene su origen después de la cesión de los terrenos y el reconocimiento de su soberanía española por parte del sultán de Marruecos en 1859 a través del Tratado de Wad-Ras. Los mapas de la época (1859-1860) muestran el lugar actual de Benzú como deshabitado y sin construcciones (véanse los mapas del tratado de Wad-Ras). Será décadas más tarde con la extracción de la piedra de sus canteras cuando comiencen a llegar y asentarse sus primeros pobladores, dedicados a la cantería de piedra y a la construcción del ferrocarril para el transporte de las piedras a Ceuta, principalmente. Posteriormente, llegaría a Benzú población originaria de Beliones y Castillejos para trabajar en la zona como pescadores, otros llegaron con el final del Protectorado en 1956 desde otros lugares de Marruecos, y más tarde llegarían otros por el auge del intercambio comercial con Marruecos a través de la frontera. Desde principios del siglo XXI se ha propuesto en ocasiones por los vecinos que Benzú pase a tener su propio término municipal, ayuntamiento y juzgado de paz, sin mayor recorrido.[cita requerida]

## Geografía

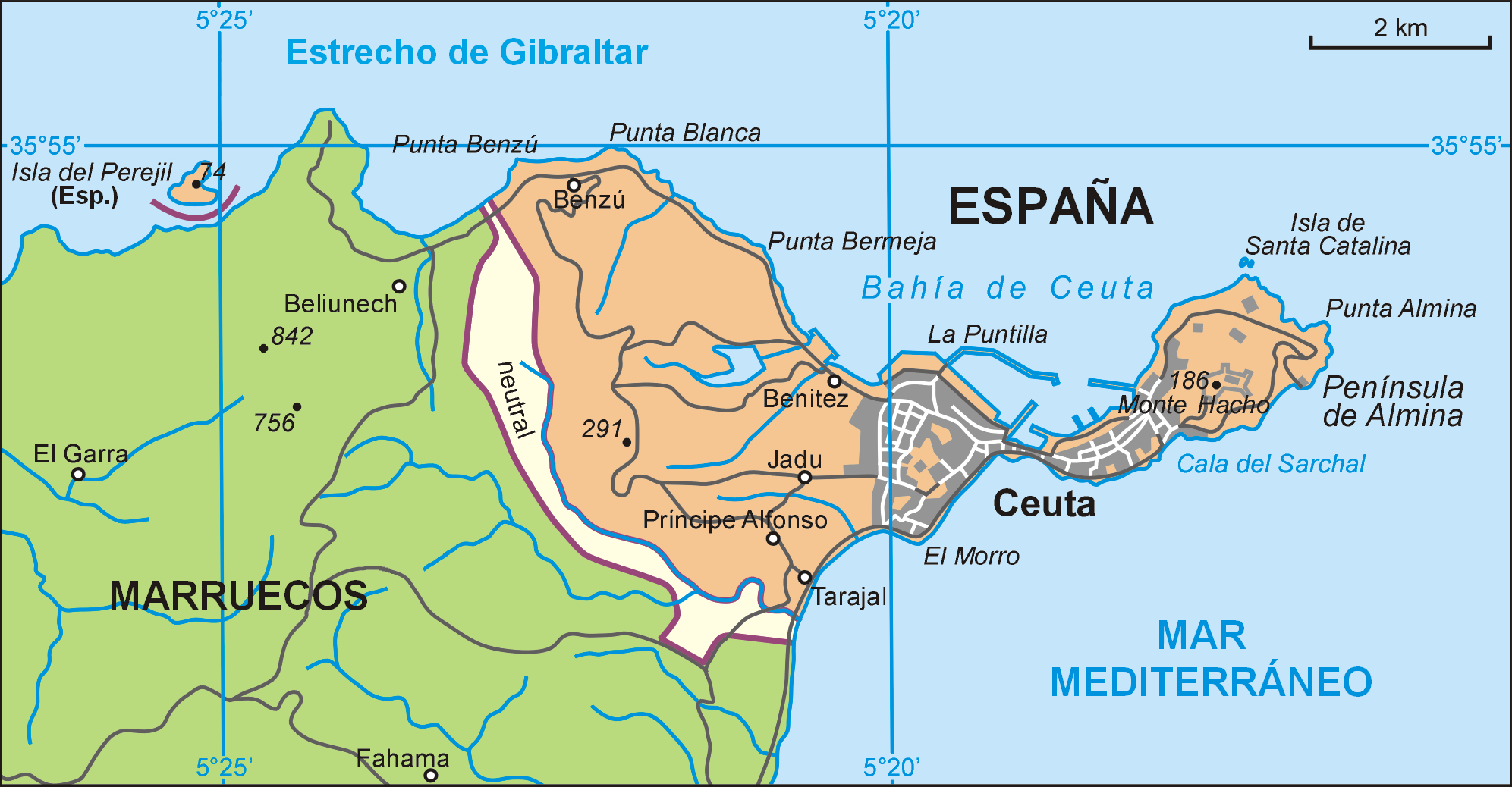
Situación de Benzú, al noroeste de Ceuta

### Situación
Se encuentra lindando con Marruecos, pero su parte de la frontera es de acceso restringido y poco transitada. Es una de las partes más pintorescas de Ceuta, ya que está bañada por las aguas del estrecho de Gibraltar por un lado, por montañas por otro lado y cruzando la frontera el pequeño pueblo marroquí conocido en Ceuta como Beliones por otro. En Beliones puede verse la conocida como Mujer Muerta, una montaña que vista desde Benzú se asemeja a una mujer tumbada.
Si bien no existe formalmente un término municipal o territorial establecido para esta pedanía de Ceuta, popularmente entre los habitantes del lugar se conoce como Benzú todo aquello que está situado entre la playa de "Punta Blanca" y la frontera con Marruecos en Beliones, y hacia el interior entre el camino o pista forestal "del Cojo" y la frontera con Marruecos, donde se encuentra el atractivo natural "Pinar del Benzú".

## Demografía
Según el Instituto Nacional de Estadística de España, en el año 2023 Benzú contaba con 1222 habitantes censados, lo que representa el 1,47% de la población total de Ceuta.

### Evolución de la población
| Gráfica de evolución demográfica de Benzú entre 2013 y 2023 |
|                                                             |
| Datos según el nomenclátor publicado por el INE.            |

### Lugares destacados
Benzú es frecuentado habitualmente por la vista panorámica que ofrece de la Mujer Muerta, en dicho lugar están recientemente adjudicadas las obras para la construcción de un mirador turístico importante. Se espera en el futuro la posibilidad de organizar visitas regulares a las cuevas que hay en el término. Existe en el pueblo de Benzú la mezquita de Averroes, de modestas dimensiones y construida en el siglo XX. 

## Comunicaciones

### Carreteras
Las principales vías de comunicación que transcurren por esta localidad son:
| Identificador | Denominación                             | Itinerario              |
| ------------- | ---------------------------------------- | ----------------------- |
| N-354         | Del Puerto de Ceuta a Benzú por la costa | Puerto de Ceuta - Benzú |
| N-362         | Del perímetro fronterizo de Ceuta        | Ceuta - Benzú           |

### Autobús
| Línea | Denominación                                | Horario            | Frecuencia |
| ----- | ------------------------------------------- | ------------------ | ---------- |
| 5     | Plaza de la Constitución- Barriada de Benzú | De 7 a 22:00 horas | Cada hora  |